# سیارک ۳۸۷
سیارک ۳۸۷ (به انگلیسی: 387 Aquitania، نامگذاری:1894AZ) سیصد و هشتاد و هفتمین سیارک کشف شده‌است که در ۵ مارس ۱۸۹۴ کشف شد.
قدر مطلق سیارک برابر ۷٫۴۱ است.